# Чистяково (Иркутская область)
Чистяково — посёлок в Братском районе Иркутской области России. Входит в состав Прибрежнинского сельского поселения. Находится на левом берегу реки Илир, примерно в 123 км к юго-юго-западу (SSW) от районного центра, города Братска, на высоте 422 метров над уровнем моря.

## Население
По данным Всероссийской переписи, в 2010 году численность населения посёлка составляла 76 человек (37 мужчин и 39 женщин).

## Улицы
Уличная сеть посёлка состоит из 2 улиц.